# Микола Реріх (монета)
«Мико́ла Ре́ріх» — ювілейна монета номіналом 2 гривні, випущена Національним банком України. Присвячена 140-річчю від дня народження Миколи Костянтиновича Реріха — всесвітньо відомого художника, філософа, вченого, археолога, мандрівника, який зробив значний внесок в світову науку і культуру, розробивши проєкт першого міжнародного Договору про захист культурних цінностей, що отримав назву Пакт Реріха.
Монету було введено в обіг 25 вересня 2014 року. Вона належить до серії «Видатні особистості України».

## Опис та характеристики монети
| Номінал грн. | Метал      | Маса, грам | Діаметр, мм. | Якість виготовлення       | Гурт     | Тираж, штук |
| ------------ | ---------- | ---------- | ------------ | ------------------------- | -------- | ----------- |
| 2            | нейзильбер | 12,8       | 31           | спеціальний анциркулейтед | рифлений | 20 000      |

### Аверс
На аверсі монети розміщено: угорі малий Державний Герб України та напис півколом «НАЦІОНАЛЬНИЙ БАНК УКРАЇНИ»; у центрі — стилізоване зображення: Покрова Пресвятої Богородиці — мозаїка за ескізами Миколи Реріха в церкві, розташованій у селі Пархомівці на Київщині; ліворуч — логотип Монетного двору Національного банку України; унизу номінал — «2 ГРИВНІ» та рік карбування монети — «2014».

### Реверс
На реверсі монети на стилізованому тлі гір зображено Миколу Реріха, який тримає в руці «Кобзар» — одну з найулюбленіших книг, угорі півколом розміщено напис «МИКОЛА РЕРІХ», праворуч — роки його життя «1874/1947».

## Автори

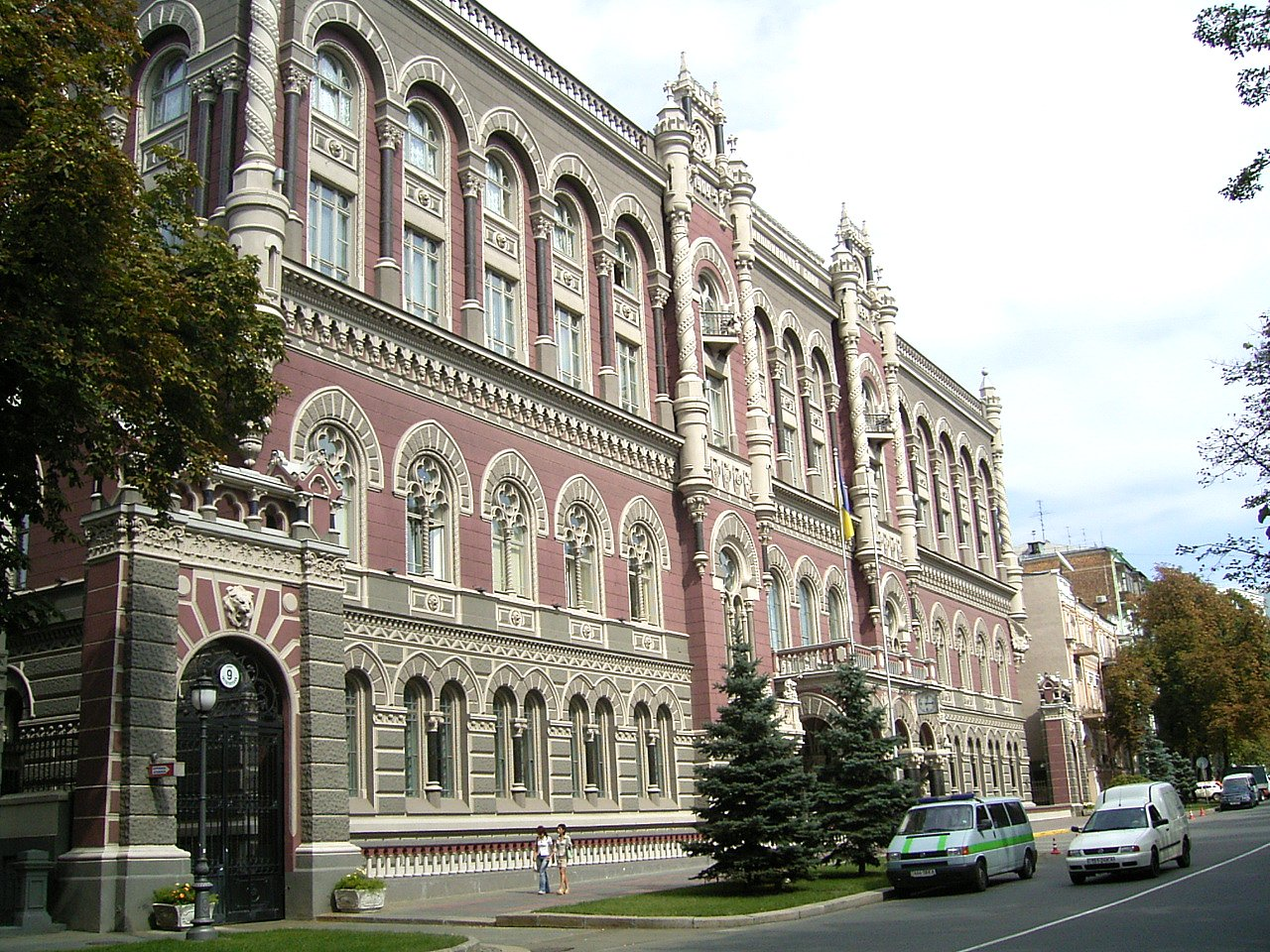
Будівля Національного банку України

- Художники: Таран Володимир, Харук Олександр, Харук Сергій.
- Скульптор — Атаманчук Володимир.

## Вартість монети
Під час введення монети в обіг 2014 року, Національний банк України реалізовував монету через свої філії за ціною 20 гривень.
Фактична приблизна вартість монети, з роками змінювалася так:
| Рік        | 2015 | 2016 | 2017 | 2018 | 2019 | 2020 | 2021 | 2022 | 2023 | 2024 | 2025 |
| ---------- | ---- | ---- | ---- | ---- | ---- | ---- | ---- | ---- | ---- | ---- | ---- |
| Ціна, грн. | 60   | 67   | 260  | 220  | 195  | 180  | 180  | 180  | 210  | 330  | 360  |